# ديف تايلور (لاعب هوكي الجليد)
ديف تايلور هو لاعب هوكي الجليد كندي، ولد في 4 ديسمبر 1955 في Onaping Falls ‏ في كندا.

## وصلات خارجية
- ديف تايلور على موقع دوري الهوكي الوطني (الإنجليزية)
- ديف تايلور على موقع قاعة مشاهير الهوكي (لاعب أن.إتش.أل) (الإنجليزية)
- ديف تايلور على موقع EliteProspects.com (الإنجليزية)
- ديف تايلور على موقع HockeyDB.com (الإنجليزية)
- ديف تايلور على موقع Hockey-Reference.com (الإنجليزية)